# Pandisus modestus
Pandisus modestus is een spinnensoort in de taxonomische indeling van de springspinnen (Salticidae).
Het dier behoort tot het geslacht Pandisus. De wetenschappelijke naam van de soort werd voor het eerst geldig gepubliceerd in 1889 door Peckham & Wheeler.